# Aug. Davis
August eller Augustus Davis, mer känd under signaturen Aug. Davis, född 1852, död 1936, var en svensktalande amerikansk kompositör och psalmförfattare. 
Davis levde och verkade i Minneapolis, Minnesota, som var en svenskbygd i dåtidens USA. Han var bland annat psalmboksutgivare och gav ut Herde-Rösten 1892 vars första upplaga kom ut 1891 och den andra upplaga året därpå. Denna psalmbok användes framför allt av de svenska USA-immigranterna inom Missionsförbundet och Baptistförsamlingarna i USA.
Davis deltog som författare i den religiösa tidskriften Sanning och Ljus, som också gavs ut på engelska under titeln Truth and Light. Första årgången utgavs 1913.